# Calligaria
Calligaria is een klein dorp (curazia) in de gemeente Faetano in San Marino.